# آنا لایتیتیا باربالد
آنا لایتیتیا باربالد (انگلیسی: Anna Laetitia Barbauld؛ ۳۰ خرداد ۱۱۲۲ – ۱۸ اسفند ۱۲۰۳) یک شاعر، و نویسنده اهل بریتانیا بود.